# TNT Económicas

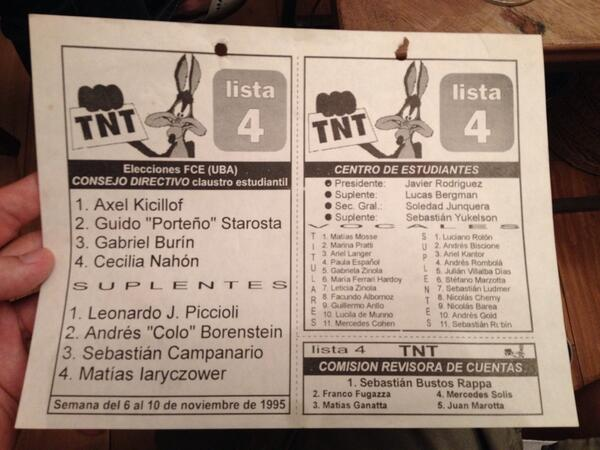
Axel Kicillof candidato titular, otros famosos también en la lista.

TNT es una agrupación estudiantil nacida en 1991 en la Facultad de Ciencias Económicas de la Universidad de Buenos Aires, por alumnos de la carrera de Economía.

## Historia política
En el 2001 TNT gana por primera vez la presidencia del Centro de Estudiantes de la Facultad de Ciencias Económicas, y al año siguiente, junto a otras agrupaciones independientes, se hace cargo de la Federación Universitaria de Buenos Aires (FUBA) En 2001, saltó a la conducción de la Federación Universitaria Argentina cuando tras un informe del programa Punto Doc, que conducían Rolando Graña y Daniel Tognetti se denunciaba que para consolidar el monopolio de la venta de apuntes en la Facultad, los militantes de Franja Morada amenazaban a otros comerciantes de la zona, incluyendo rotura de vidrieras y uso de armas de fuego.
El escándalo haría eclosión meses después, cuando salió a la luz el desvío de planes de empleo hacia militantes de la Franja Morada. La denuncia, documentada, empalmó con el deterioro definitivo de la presidencia de Fernando de la Rúa y marcó el principio del fin del predominio que la agrupación radical alcanzó sobre el movimiento estudiantil. A fin de aquel año, Franja perdió su bastión, la Federación Universitaria de Buenos Aires, a manos de un frente entre el Partido Obrero, el MST de Ripoll-Bodart y los independientes de Tontos pero No Tanto (TNT), la agrupación opositora a Yacobitti en Económicas, donde militaban los jóvenes Axel Kicillof e Iván Heyn. 
En 2001, TNT se había impuesto en las urnas y arrebatado la conducción del centro a Franja Morada cuando Emiliano Yacobitti de la conducción de Franja Morada, el brazo estudiantil de la UCR, dirimió la cuestión a los golpes.

## Siglas o acrónimos
Originalmente, TNT fueron las siglas de "Tranza, Negligencia y más Tranza", en alusión a la crítica a la política universitaria en esa época. Las siglas TNT también sirvieron para introducir a la mascota de la agrupación, Wile E. Coyote, el eterno perdedor.
Además, de la original, las siguientes frases también fueron usadas como significados de TNT:
- Tontos pero No Tanto
- Tinto No Tomamos
- Tu Novia Tetona
- Tinelli Nunca Triunfará
- Te Noto Tenso...
- Tacchi No Tributa

## Personas famosas
- Axel Kicillof, en 2013 fue nombrado Ministro de Economía y Finanzas Públicas de Argentina por la presidenta Cristina Fernández de Kirchner. Desde el 11 de diciembre de 2019 es el Gobernador de la Provincia de Buenos Aires.[3]
- Guido Starosta, investigador del CICP (Centro para la investigación como Critica Practica) y docente del Departamento de Economía y Administración de la Universidad Nacional de Quilmes. [4]
- Cecilia Nahon, luego Embajadora de la República Argentina en los Estados Unidos.
- Javier Rodríguez, fue consejero en la Facultad de Ciencias Económicas entre 1998 y 2000. Luego Subsecretario de Planificación Económica de Argentina. Desde 2019 es ministro de Desarrollo Agrario de la provincia de Buenos Aires.
- Iván Heyn fue consejero en la Facultad de Ciencias Económicas en el 2000 y el 2001. En el 2002 fue el primer presidente independiente de la FUBA luego de 18 años de conducción de Franja Morada.
- Sebastian Rubin, uno de los fundadores de TNT, cuya experiencia universitaria lo volcó de lleno en la música[5]
- Guido Sandleris, Presidente del Banco Central de la República Argentina.